# Piz Uccello
Der Piz Uccello (deutsch Vogelhorn) ist ein Berg nordöstlich des Dorfes San Bernardino im Kanton Graubünden in der Schweiz. Er ist 2723 m hoch und liegt an der Grenze zwischen der Valle Mesolcina und dem Rheinwald.

## Lage
Der San-Bernardino-Pass hiess früher Vogelbergpass, seine alte keltische Bezeichnung war Ouxello (Höhe).
Der markante pyramidenförmige Berg gilt als das Wahrzeichen des Dorfes San Bernardino. Seine Südostseite steigt vom Val Vignun her gleichmässig an, während seine Nordwestseite fast senkrecht zum San-Bernardino-Pass und gegen Hinterrhein abfällt. Im Val Vignun auf der Südseite des Piz Uccello liegt das Quellgebiet des Ri de Fontanalba.
Ein gut markierter Bergweg (T2) führt durch das Val Vignun bis zur Alp Cassina da Vignun (2115 m). Seit Herbst 2006 ist der Weg vom Val Vignun aus als alpine Route gekennzeichnet. Der 2718 Meter hohe Südgipfel kann problemlos über einen schmalen, steil ansteigenden Pfad bis zum Grat begangen werden. Die letzten Meter benötigen einige Trittsicherheit (T4): Der Weg führt über Schieferplatten, die leicht ins Rutschen geraten können. Zwei besonders heikle Stellen sind mit Ketten gesichert. Der fünf Meter höhere Hauptgipfel liegt rund 500 Meter weiter nördlich; auf ihn führt kein Weg.
Im Winter ist der Piz Uccello ein beliebtes Ziel für Skitouren.

## Bilder

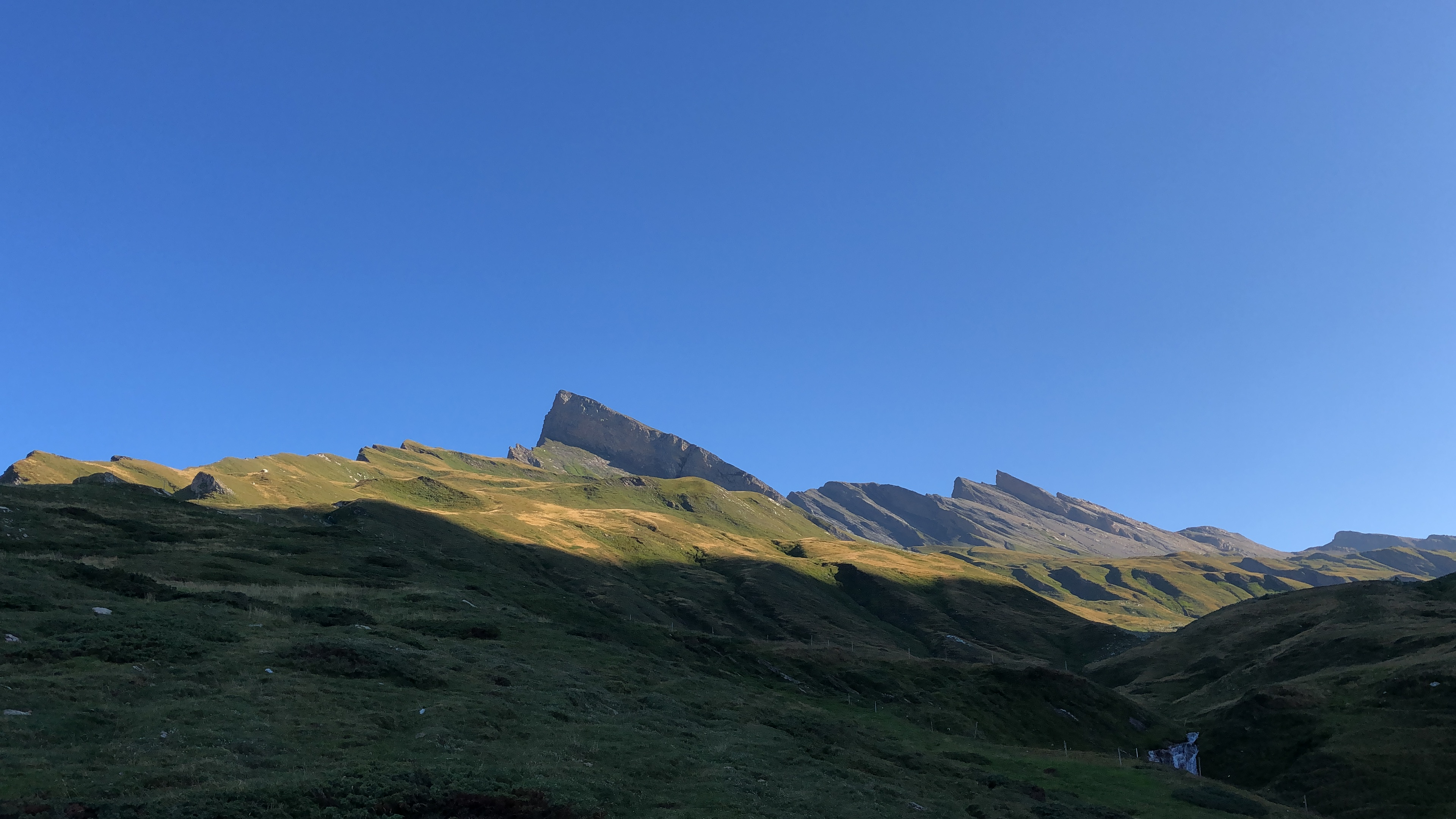
Uccello-Kette oberhalb des Val Vignun
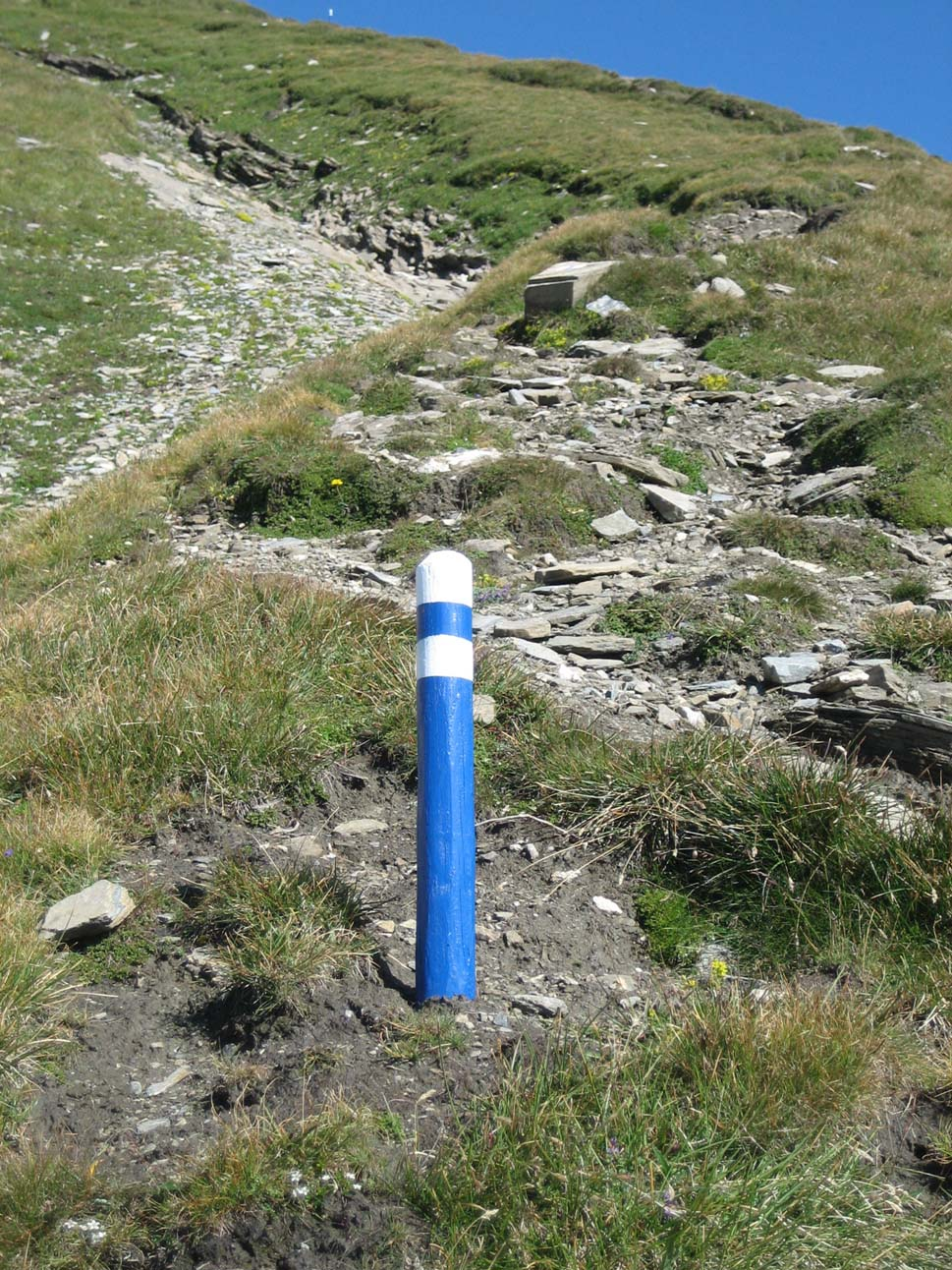
Wegmarkierung
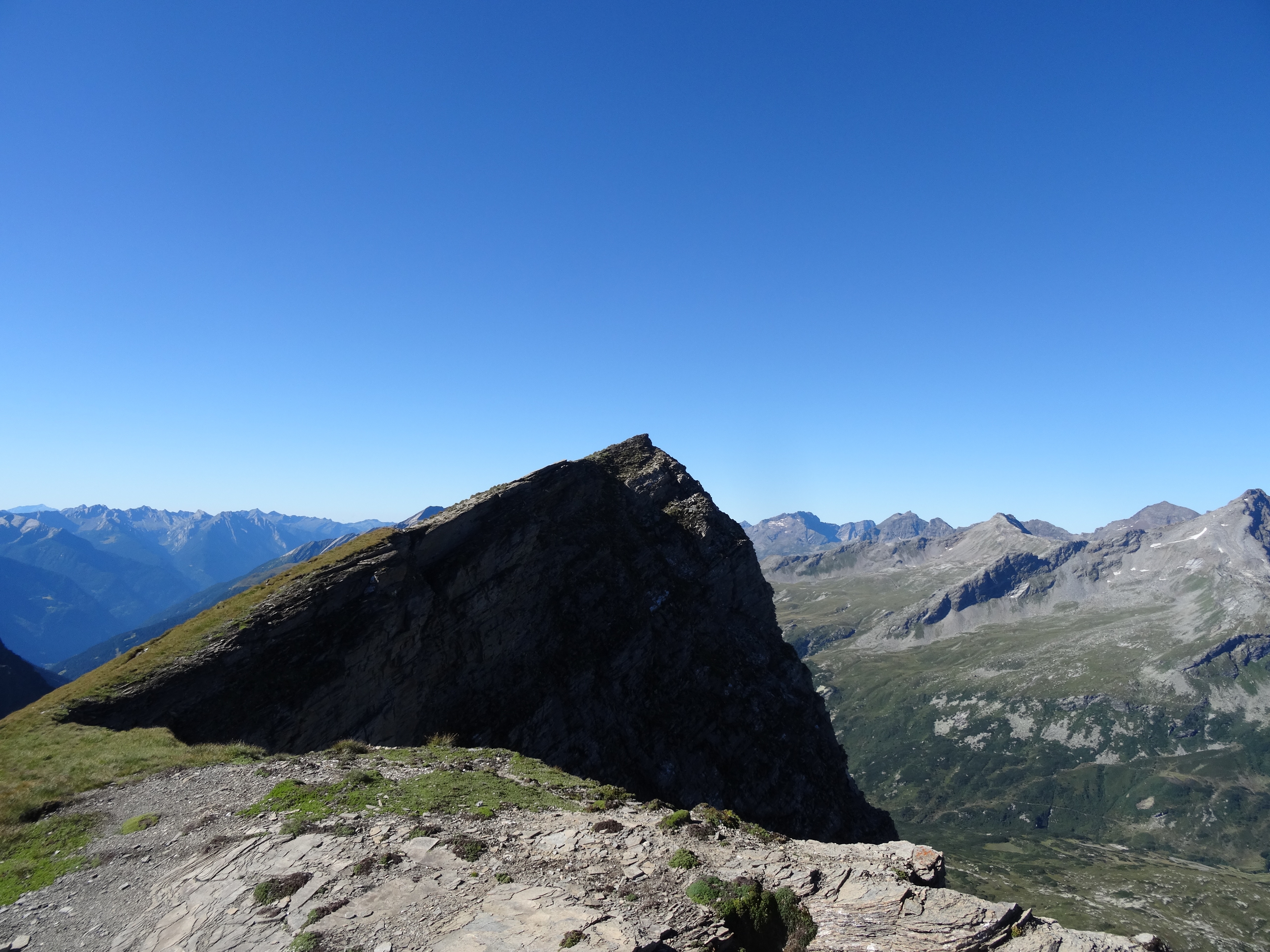
Gipfel
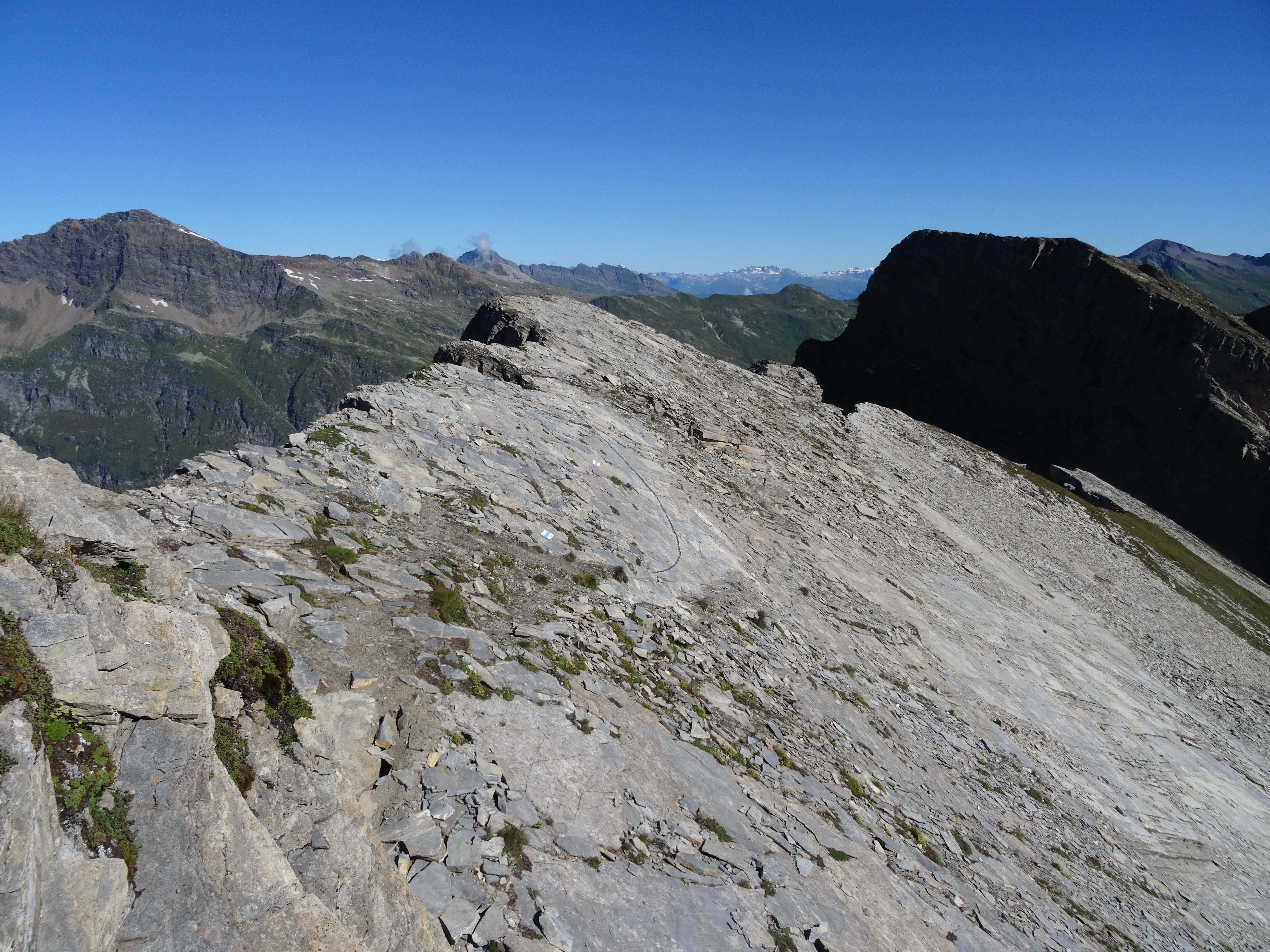
Der Weg vom Grat zum Gipfel, mit Ketten gesichert
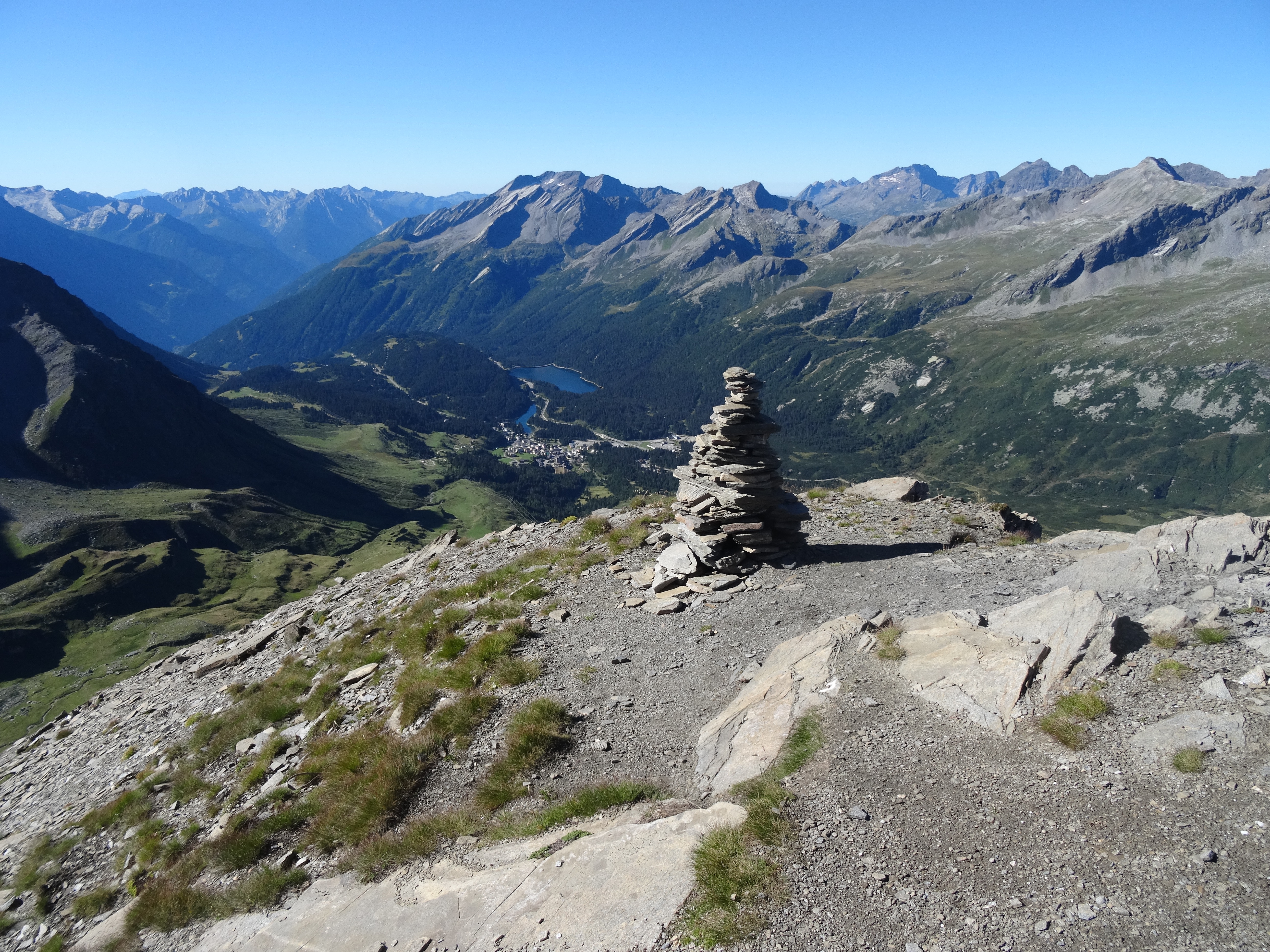
Ausblick vom Gipfel nach Süden über San Bernardino, im Hintergrund der Lago d’Isola
Piz Uccello. Historisches Bild von Leo Wehrli (1935)